# Charissa supinaria
Charissa supinaria is een vlinder uit de familie spanners (Geometridae). De wetenschappelijke naam is voor het eerst geldig gepubliceerd in 1854 door Mann.
De soort komt voor in Europa.